# Challenge-Cup 1898-1899
La seconda edizione della Challenge-Cup vide la partecipazione di sole compagini viennesi, come accaduto nella precedente edizione. Risultò vincitore il First Vienna.

## Risultati
Poiché le società calcistiche che decisero di partecipare furono cinque, si disputò un primo turno preliminare che qualificasse alle semifinali. In caso di parità in un incontro del torneo, si sarebbe ricorso al replay, cosa che si rese necessaria proprio nel primo turno.
Di seguito i risultati della competizione.

### Primo turno
| Vienna 15 novembre 1898 | Vienna Cricketer | 2 – 2 | Wiener AC |  |

#### Replay
| Vienna 20 novembre 1898 | Wiener AC | 2 – 3 | Vienna Cricketer | WAC-Platz |

### Semifinali
| Vienna 27 novembre 1898 | First Vienna | 1 – 0 | Vienna Cricketer | Hohe Warte Stadion |

| Vienna 4 dicembre 1898 | Viktoria Vienna | 3 – 1 | FC Wiener 1898 | Parco Forstwiese |

### Finale
| Vienna 5 marzo 1899, ore 15:00 UTC+1 | First Vienna | 4 – 1 | Viktoria Vienna | Parco Jesuitenwiese |